# Daniel Servitje Montull
Daniel Javier Servitje Montull (Ciudad de México, 1 de abril de 1959) es un empresario mexicano, actual Presidente Ejecutivo de Grupo Bimbo. 
Educación
Servitje es Licenciado en Administración de Empresas por la Universidad Iberoamericana y recibió un grado de Maestría de la Escuela de Negocios de la Universidad de Stanford.  
Carrera
Ingresó en 1976 a Grupo Bimbo como colaborador de medio tiempo y, posteriormente, en 1982 de tiempo completo.
Desde su ingreso en 1982, Servitje ha ocupado varios puestos en las áreas de Ventas y Mercadeo, así como en la administración de diferentes unidades de negocio. Se desempeñó como director general de Grupo Bimbo desde 1997 hasta 2024, año en el que asume el cargo de Presidente Ejecutivo. 
Bajo su liderazgo, Grupo Bimbo se ha convertido en un jugador global en la industria de alimentos al impulsar su expansión a través de adquisiciones internacionales, lo que ha llevado a la empresa a estar presente en 35 países y 4 continentes. 
Actualmente, forma parte de los Consejos de Starbucks Corporation,  The Latin America Conservation Council, el Instituto Mexicano para la Competitividad, A.C. y Aura Solar.

## Biografía
Daniel Javier Servitje Montull nació el 1 de abril de 1959 en la Ciudad de México. Comenzó el cargo de director general de Grupo Bimbo en 1997, sucediendo a su tío Roberto Servitje Sendra y a su padre Lorenzo Servitje Sendra, quienes ocuparon el puesto anteriormente.
Estudió una licenciatura en Administración de Empresas en la Universidad Iberoamericana, más adelante cursó una Maestría en Administración de Negocios en la Stanford University Graduate School of Business en los Estados Unidos.
Ingresó en 1982 a Grupo Bimbo, donde ocupó roles dentro de la organización en áreas de marketing, ventas y dirección, hasta asumir el cargo como director general en 1997 y, desde 2013, como presidente del consejo y a partir del 2024 también presidente ejecutivo.
Como director general, condujo la expansión de la compañía, a través de adquisiciones; hoy Grupo Bimbo está presente en 35 países a lo largo de 4 continentes.
Servitje también forma parte de los consejos del Instituto Mexicano para la Competitividad, A.C. (IMCO), el Latin America Conservation Council (The Nature Conservancy), Consejos de Starbucks Corporation y Aura Solar. 